# Justin Roiland
Justin Roiland (ur. 21 lutego 1980) – amerykański aktor głosowy, animator, scenarzysta, reżyser; współtwórca serialu Rick i Morty, w którym użycza głosu tytułowym postaciom.

## Kontrowersje
Na początku 2023 r. Roiland został zwolniony z większości firm, w których pracował, z powodu oskarżeń o przemoc domową i nadużycia. Oskarżenia zostały później oddalone z powodu niewystarczających dowodów, ale we wrześniu 2023 r. zgłoszono przeciwko niemu nowe zarzuty dotyczące napaści na tle seksualnym.